# 純粋!デート倶楽部
『純粋!デート倶楽部』（じゅんすいデートくらぶ）は、石田敦子による日本の漫画作品。
連載は当初『ヤングキングアワーズライト』（少年画報社）、『カラフルコミックピュアガール』（ビブロス）で行われていたが、両誌とも休刊してしまい、結局『マジキュー』（エンターブレイン）誌上で完結した。
ここでは内容および単行本について、『マジキュー』発売元のエンターブレインから発売された、完全版上下巻をベースに記述する（少年画報社版も単行本は2巻まで出ているが、前述の理由により未完である）。

## 内容
地球大学に入学した主人公・朱音が、付き合っていた彼氏に振られたことをきっかけに、「デート倶楽部」にサークル勧誘され、そこで出会った仲間達とともに「性的接触を一切行わない（手すら繋がない）「純粋」な男女交際体験サークル」の一員として、様々な人間関係を経験しながら成長していくドラマである。
「デート倶楽部」はあくまで大学のサークルであり、一応風俗としての営業ではないが、有料会員制である。男性会員はデートのシチュエーション（コスチュームや脚本）をリクエストし、制限時間以内に（相手の身体に触れることなく）それを楽しむのが主眼である。時々困ったリクエストをしたり、一線を越えようとする会員もいるが、担当メンバー選択や出入り禁止処分など、臨機応変に対応している。

## 登場人物

### デート倶楽部のメンバー
掛井朱音（かけい あかね）
児童心理学科1年。彼氏の信山に振られたところを、谷崎真白にデート倶楽部に勧誘される。最初の担当はその信山だったが、この仕事によって過去を吹っ切る（後に新しい彼女が出来たところを覗き見するが）。基本的には「普通」の性格であり、仕事をこなすうちに様々な人間関係と、男の深く痛い心理面に触れていくことになる。男性関係は一度は誠一と付き合うなど積極性を取り戻すが、最終的には真白と付き合うこととなる。
谷崎真白（たにざき ましろ）
1年（学部不明）。眼鏡でロングヘアだが、正体は女装した男である。女装しているのは、かつて芸能界に所属（「真城アーサー（ましろ アーサー）」の芸名）していた頃、ボーイズラブが好きな人間として扱われることに嫌気が差したためであり、芸能界を引退と同時に、身を隠すことも兼ねて女装を始めた（自宅では甥の教育上、男に戻っている）。デート倶楽部では困った依頼（例：処女希望）が来た時に出動を命じられることが多い。桃子に好かれており、朱音との三角関係も出来ていたが、徐々に朱音との距離を深め、最終的に付き合うこととなる。そして元通り芸能界にも復帰する。
谷崎紫乃（たにざき しの）
真白の姉。3年（学部不明）。高校中退後、大検で入り直したので、年齢は高い。デート倶楽部のボスとして、そしてシングルマザーとして日々奮闘している。離婚をきっかけに、「ときめき」「愛」を信じられなくなるが、むしろだからこそサークルを存続できているのだと豪語している。また真白が芸能人時代にちやほやされていたことに対するコンプレックスも酷く、高校時代は自分の居場所を探すのに必死だった。その埋め合わせで結婚したことを「失敗だ」と後悔し続けている。
桂黄花（けい おうふぁ）
薬学部2年。大学理事長の息子・大和王タケルの腹違いの妹。愛称は「ファー」。おっとりとした性格。タケルに禁断の恋をしており、永遠に叶わないときめきを抱える者である。親が決めた婚約者・四季との結婚の意思はあるが、拗くれた四季の行動にしばしば振り回される。デート倶楽部の存在がマスコミに知られた事をきっかけに家を追い出され、アパート暮らしとなる。
佐倉木玉青（さくらぎ たまお）
経済学部3年。普段はさばさばした性格で酒好きだが、顧客のリクエストに応え、どんな性格やシチュエーションにも対応できる万能型。性的にディープな思想を吐露することもあり、メンバーにしばしば引かれる。プライベートでは彼氏持ちだが、倦怠期に陥り、浮気もされた。が、お互いの誤解を解くことが出来て、仲は修復された。煙草に火をつけずフィルターをかじるのが癖だったが、彼氏と仲直り後はやめるようになった。
辻みどり（つじ みどり）
理工学部電子情報工学科2年。朱音より背の低い幼児体型にコンプレックスを持っている（顧客にはそれが受けているのだが）。IT関係に強く、PC操作には長けている。またマシンガントークの持ち主でもある。恋愛感情には疎く、プライベートでは正道のことを「お兄ちゃん」と呼び慕うが、それも恋愛感情ではなく、正道の気持ちには全く気づかない鈍感さで彼を大きく傷つける。後に遅まきながら気持ちに気づくが、結局付き合うことはなかった。
高知灘桃子（こうちなだ ももこ）
デザイン科1年。女だが、デート倶楽部の顧客で、真白を常に指名するほど溺愛している。但し、レズビアンではなく、単に「優しい人が好き」なだけである。後にデート倶楽部のメンバーとして入会するが、顧客を見下す言動が多く、クレームが続発した。小学3年から2年間、教師に性的虐待を受けた経験があり、それを助けた同級生にも裏切られるトラウマを持つ。最終的に、真白からは身を引いた。ちなみに真白の性別は、教えられる前に看破していた。

### デート倶楽部の顧客（名前ありのみ）
信山（のぶやま）
朱音の元彼氏。下の名前は不明だが愛称は「つよちゃん」。別れた後にデート倶楽部で再会する。昔が諦め切れず、よりを戻そうとするが、朱音の「あなたは昔の私にときめいているだけ」という説得を受け、諦める。後に別の彼女を作り、交際中。
今田（いまだ）
朱音が担当。リクエストは「10分会話した後別れ、残り1時間50分は朱音をただ物陰から見つめるだけ」という内容。母親は過干渉であり、実家から毎週会いに来て一緒に大学生協で買い物をしたり食事をしたりする。朱音はプライベートでそれを目撃し、デート倶楽部の業務中に話してしまうが、その事で彼はトラウマを刺激され傷つき、二度とデート倶楽部に現れなくなった。
コーヘー
桃子が担当。「野球部の最後の試合前」という設定だったが、設定セリフに対し、桃子が鼻で笑うことですべて台無しとなった。
四季（しき）
黄花の許嫁。感情表現が下手な人間である。黄花の心が自分に向いていないのを承知で、黄花に無理難題を押し付ける依頼をする。最後は朱音が止めに入り、会員抹消となった。ただ、黄花が家を追い出された後はその身を案ずるなど、案外優しい面もある。
藤堂誠一（とうどう せいいち）
朱音が担当。メール交換でのデートが主だが、依頼の範疇で一度だけ実際に出会った。その後、朱音が掛け持ちしていた美術サークルの打ち上げで朱音と再会し、プライベートでも親密な関係になるが、朱音と真白との関係が明らかになるとともに、姿を消した。
柳沼（やなぎぬま）
朱音が担当。「何を言われてもギリギリではぐらかしてほしい」という依頼。しかし実際は彼女持ちで、自分から「愛してる」と言い出せない事に悩んでいるだけだった。

### デート倶楽部メンバーの身内
谷崎連牙（たにざき れんが）
紫乃の長男。5歳。時々、約束された日に離婚した父親と遊びに行ったりする。結婚は失敗だと呟く母を見て、自分も母に愛されていないのかという疑念を持ったこともある。
連牙の父
元美術教師。紫乃と高校時代に出会い、その絵に惚れ込む。後に結婚し、紫乃は中退する。だが放浪癖が酷く、育児もいい加減だったため、離婚。以来、たまに現れては連牙と遊びに行ったり金を無心したりする。競馬競輪が趣味。紫乃とは違い、「家族さえいれば居場所なんて関係ない」というポリシーの持ち主であり、後に紫乃にもその事を伝え、紫乃の傷ついたときめきを僅かながら癒した。最終回は長野に別荘を持って定住。
大和王タケル（やまとおう タケル）
黄花の腹違いの兄。大学理事長の息子だが、親の跡を継ぐことに反発し、医学部にトップ合格。後に黄花がデート倶楽部メンバーと明らかになった時、激怒し、勘当したが、それも結局は自己保身だったと後に反省している。

### その他
矢崎（やざき）
玉青の彼氏。2人は倦怠期に入っていたが、それはお互いの誤解とコミュニケーション不足のせいと理解することが出来、無事仲直りすることが出来た。
正道（まさみち）
みどりの幼馴染。みどりに恋愛感情を持っており、彼女がデート倶楽部に所属することを嫌っている。当てつけに他の女と付き合ったりするが、みどりはその拗くれた感情に気づかず、デート倶楽部に乱入して「みどりは本当にまっすぐだね／人を傷つけるくらいに」とみどりに心情を吐露するまでに至った。結局みどりと付き合うこともなく、（みどりとの親密さに呆れられながらも）別の女と交際を続けている。
黒輝るな（くろき るな）
芸能人。真白がアーサーだった時代に告白した相手だが、「男が好きなはずなのにそんなのアーサーじゃなーい」と一蹴。真白の引退を決定づけた。数年後、一般人になった真白に近づき、よりを戻そうとするが、それは人気取りのためのスキャンダル自作自演が目的であった（真白は看破する）。
トモ
桃子の男友達。ゲイ。過去に桃子と子供を作ろうとした経験があるが、未遂に終わった。現在はリョウと同棲中だが、DV被害に遭いながらの生活である。
リョウ
トモの彼氏。ヒモのような態度でトモを扱う。トモが金を持ってきてくれるから付き合っているだけで、ノンケ。

## 補足
当初漫画のタイトルを決める際、最初の担当から「よく考えてください!石田敦子の名前とデート倶楽部が並ぶんですよ!」と警告を受けていたが、結局代案が見つからず、そのまま通した。
運動会の描写で垂れ幕に「49回 ムサシノ」の表記がある（下巻198P）が、明確な舞台は公表されていない。

## 単行本
1. 完全版上巻 ISBN 978-4-7577-1908-8
2. 完全版下巻 ISBN 978-4-7577-1909-5